# Johann Tauler
Johann Tauler (Estrasburgo, 1300 – 15 de Junho 1361), também conhecido como Johannes Tauler, Juan Taulero e Iuã Taulero, foi um frade dominicano alemão e um dos grandes místicos do cristianismo.

## Biografia
Foi educado no convento dominicano da sua cidade onde teve por mestre, Mestre Eckhart que ali foi professor entre 1312 e 1320, tendo sobre ele exercido enorme influência. De Estraburgo foi posteriormente para Colónia e provavelmente para Paris, regressando mais tarde a Estrasburgo. Em 1324, a sua cidade natal e outras cidades foram colocadas sobre um interdito papal, isto é, impedidas de nelas se praticarem actos religiosos católicos. A lenda afirma que Tauler, nem por isso deixou de continuar a pregar e a celebrar a eucaristia.
Entre 1338 e 1339 Tauler esteve em Basileia, então a sede de uma associação chamada Os amigos de Deus onde teve um estreito relacionamento com os membros dessa pia e mística associação.
A Peste Negra chegou a Estrasburgo em 1348, e, quando a cidade ficou deserta por todos quantos dela conseguiram sair, Tauler menteve-se no seu posto, continuando a realizar os seus sermões e visitas pessoais aos enfermos e cidadãos aterrorizados com tal mortífera praga.
A sua correspondência com cidadãos distintos, especialmente Margarida Ebner, e o seu trabalho apostólico e de pregador, tornaram-no famoso em diversos círculos.
Tauler é famoso pelos seus sermões, considerados entre as obras-primas da literatura de língua alemã, não tão emocionais como as obras de Henrique de Suso, nem tão especulativas como as de Mestre Eckhart, mas intensamente práticas, e abordando todos os lados dos profundos problemas da moral e da vida espiritual.
Os sermões de Tauler foram primeiramente impressos em Leipzig, em 1498 e reimpressos com acrescentos de Eckhart e outros em Basileia (1522) e Colónia (1543) e Lisboa (1551).
Ele é também o autor da forma original do hino "Um barco carregado" (Es kommt ein Schiff geladen) (Hinário Luterano Nº2), um hino repleto de imagens místicas e bonitas. O título da música em alemão está muito citado na época antes de Natal (uma busca no internet indica-o mais de 20 mil vezes !), e a música consta de muitos hinários católicos e evangélicos.

## Livros
O texto em negrito refere-se ao número de chamada da obra na Biblioteca Nacional de Portugal.
- Instituciones o Doctrinas del excelente theologo fray Iuã Taulero, de la Orden de Praedicadores: en que se ensena por spirituales exercicios llegar a la vision del anima com dios, Em Coymbra: 1551. Cota BN: Y1-2-44(2).

- Deuotoss exercitios e meditacões da vida & paixão de nosso senhor Iesu Christo/compostos por frey Ioão Thaulero, da ordê dos pregadores, traduzidos agora d[o] latim em linguagê por hu[m] religioso frade menor da Proui[n]tia da Piedade.... - Em Coimbra: por Antonio de Marijs, 1571. - [8], 255, [1] f. : 1 il. ; 8º (16 cm). - Assin: []//8,A-Z//8,Aa-Ii//8. - Anselmo 856. - D. Manuel 129 BN RES. 2588 P.

- Exercicios & muy deuota meditação da vida & paixam de nosso Senhor Iesu Christo/composta per o allumiado varam frey Ioam Taulero da ordê dos Pregadores, tresladada de latim em lingoagê pelo padre frey Marcos de Lisboa, frade menor da prouincia de S. Antonio de Portugal]. - Viseu:per Manuel Ioã, 12 Novembro 1571. - [6], 304 f. ; 8º (15 cm). - Tít. na f. 1. - Assin: A//2-A//7,B-Z//8,Aa-Qq//8. - Nome do tradutor na folha c. assin. "A//2". - Anselmo 721. - Gusmão 985.

- Homaliae, seu Sermones in Evangelia, tam de Tempore quam de Sanctis. - Lugduni : apud Sebastianum de Honoratis, 1558. - ; 8º. - Baudrier IV 173.

- Opuscula, tractatus, & sermones quedam pietati quam maxime inservientes. - Venetiis : ad signem Spei, 1556. - ; 8º. - NUC NT 52821 BN R. 8879 P.

- Sermones de festis & solennitalibus Sanctorum. - Lugduni : apud Sebastianum de Honoratis, 1558. - ; 8º. - Baudrier IV 173 BN R. 18646 P.